# Clipper Victor

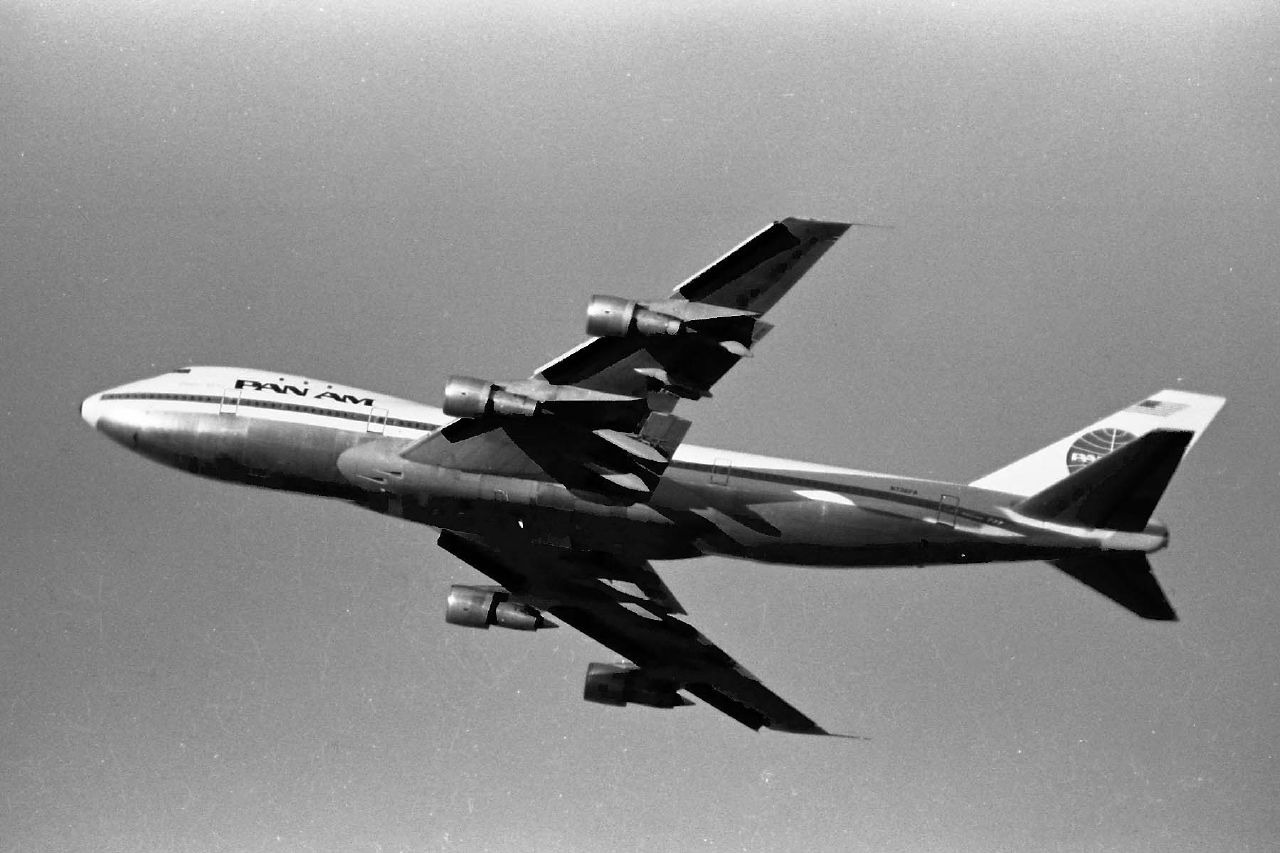
Pan Am Boeing 747-121 N736PA, "Clipper Victor", Sydney

Clipper Victor was de naam van een Boeing 747 van de Amerikaanse luchtvaartmaatschappij Pan Am met registratienummer N736PA.
Het toestel was betrokken bij twee belangrijke gebeurtenissen in de luchtvaart. Op 22 januari 1970 vloog het de eerste commerciële 747-vlucht van New York naar Londen. 
Zeven jaar later, op zondag 27 maart 1977, verongelukte het toestel bij de vliegtuigramp van Tenerife op de luchthaven Los Rodeos op Tenerife. In dit zwaarste vliegtuigongeluk in de geschiedenis werd de taxiënde Clipper Victor op de startbaan geramd door de opstijgende Boeing 747 Rijn van KLM. Het KLM-toestel was aan de start begonnen terwijl het Pan Am-toestel nog op de baan reed.